# Therion fuscipenne
Therion fuscipenne är en stekelart som först beskrevs av Norton 1863.  Therion fuscipenne ingår i släktet Therion och familjen brokparasitsteklar. Inga underarter finns listade i Catalogue of Life.